# Jimmy Robertson
Jimmy Robertson (ur. 3 maja 1986 w Bexhill-on-Sea) – angielski snookerzysta. Plasuje się na 45. miejscu pod względem zdobytych setek w profesjonalnych turniejach, w sierpniu 2025 miał ich łącznie 204.

## Kariera zawodowa
Jimmy Robertson w gronie profesjonalistów grywa od 2002 roku. Był wtedy najmłodszym snookerzystą w Main Tourze.
Ponownie do Main Touru powrócił w sezonie 2007/2008 dzięki sklasyfikowaniu na pierwszym miejscu w Angielskim Rankingu Amatorskim oraz równoczesnym wygraniu EASB pro-Ticket Tour Rankings.
Po raz drugi wygrał EASB pro-Ticket Tour w kwietniu 2009, co zagwarantowało mu miejsce w Main Touru po raz trzeci (w sezonie 2009/2010). Dzięki udanym startom w kwalifikacjach do wszystkich turniejów rankingowych tego sezonu awansował na 63 pozycję w światowym rankingu na sezon 2010/2011. Najlepszy jego występ w tym sezonie miał miejsce podczas turnieju Shanghai Masters 2009, gdzie dotarł do ostatniej, czwartej rundy kwalifikacji, w której przegrał z Graeme'em Dottem 4-5 mimo prowadzenia 4-1 (ostatni, decydujący frame, rozstrzygnął się jednak dopiero na kolorowych bilach).
W sezonie 2018/2019 wygrał pierwszy rankingowy turniej European Masters 2018. W finale wygrał 9:6 z Joem Perrym.
W turnieju Scottish Open 2021, grając przeciwko Lee Walkerowi, zdobył 178 punktów w jednej partii i pobił rekord Dominica Dale'a z 1999 – 167 punktów.